# Estádio Nacional do Jamor
O Estádio Nacional do Jamor do Centro Desportivo Nacional do Jamor, constitui um estádio multiusos localizado no vale do rio Jamor, no município de Oeiras, Distrito de Lisboa. Propriedade do Estado Português, é o Estádio Nacional de Portugal. Foi inaugurado a 10 de Junho de 1944.
O Estádio é normalmente referido "Estádio Nacional do Jamor" e está sediado no Complexo Desportivo Nacional do Jamor (CDNJ).
O CDNJ disponibiliza aos seus utentes diversas instalações desportivas, bem como um parque urbano e uma extensa zona de mata, sendo um espaço privilegiado para o apoio ao desenvolvimento da prática desportiva a todos os níveis, desde o desporto de alto rendimento ao desporto federado e ao desporto de lazer.
O Estádio Nacional inclui um campo de jogos de relva natural (usado sobretudo para a prática de futebol), uma pista de atletismo, zonas para salto em comprimento e vala para corrida de obstáculos. Tem capacidade para 37 593 espectadores.
O Estádio Nacional acolhe desde 1946 a Final da Taça de Portugal, com o troféu a ser tradicionalmente entregue pelo Presidente da República. A Final da Taça de Portugal Feminina disputa-se igualmente no Estádio Nacional, desde a sua criação na época 2003–04.

## Inauguração
Situado no Vale do Jamor, o Estádio Nacional foi inaugurado a 10 de Junho de 1944 em clima de festa e com um teor marcadamente político, que contou com a presença do Presidente da República Marechal Óscar Carmona e do Presidente do Conselho Oliveira Salazar e uma grande multidão que assistiu aos desfiles, discursos e, é claro, ao grande jogo entre os dois rivais da capital, o Sporting, Campeão Nacional em título, e o Benfica, vencedor da Taça de Portugal.
Em disputa estavam duas Taças: a Taça Império, instituída pela Federação Portuguesa de Futebol e que foi uma espécie de primeira Supertaça do futebol português, e a Taça Estádio, oferecida pelo Governo de Salazar para comemorar a ocasião. O primeiro golo foi marcado por Peyroteo aos 10 minutos e Espírito Santo empatou para o Benfica aos 77 minutos levando o jogo para prolongamento. Dois minutos depois do recomeço da partida, Peyroteo voltou a marcar e, no início da segunda parte do prolongamento, Eliseu fez o 3-1, cabendo a Júlio a obtenção do golo que fixou o resultado final em 3-2.
Para que o projeto do ministro das Obras Públicas, Duarte Pacheco, fosse uma realidade, foram consultados diversos arquitetos, entre os quais, Francisco Caldeira Cabral, Konrad Wiesner, Jorge Segurado e Miguel Jacobetty Rosa. É deste último a paternidade do projeto do Estádio de Honra.
Influenciado por obras como o Estádio Olímpico de Berlim, a edificação do Estádio Nacional levou cinco anos a ser concluída - desde a planificação (1939) até à sua construção -, sendo, mais tarde, inserido no Complexo Desportivo do Jamor, uma ilha verde no seio da Área Metropolitana de Lisboa.

## Tragédia
Em 18 de maio de 1996, o estádio recebia a final da Taça de Portugal de 1995–96, onde o Benfica ganhou do Sporting por 3 a 1 marcada por uma tragédia na torcida, após o primeiro gol do Benfica, Hugo Inácio, adepto do Benfica, atirou um very-light para a bancada sul do estádio e atingiu mortalmente Rui Mendes, adepto de 36 anos do Sporting. Hugo em 1998 acabaria por ser condenado a quatro anos de prisão. Fugiu da prisão em 2000 e só voltou a ser capturado em 2011.
Atualmente com mais de 40 anos, Hugo Inácio voltou a ser condenado em 2016 a três anos de prisão e proibição de entrar em recintos desportivos durante sete anos, por posse de material pirotécnico.
Em 2012 foi também aplicada uma pena de 18 meses de prisão por agredir e injuriar um agente da polícia, tendo sido condenado a estar fora dos recintos desportivos por dois anos.
Já em 2018, foi detido em pleno Estádio da Luz no encontro entre o Benfica e o Desportivo de Chaves.

## Futuro
Em Janeiro de 2025 foi apresentado o projeto de reabilitação do estádio, que contará com uma cobertura e terá um custo de cerca de 25 milhões de euros.

## Eventos

### Seleção Portuguesa de Futebol
O Estádio Nacional é o estádio oficial da Seleção Portuguesa de Futebol. Contudo, os jogos da Seleção são realizados na sua grande maioria nos estádios dos clubes da Liga Portuguesa de Futebol, nomeadamente os estádios do Euro 2004, mais modernos e equipados. Esta decisão de distribuição dos jogos da Seleção pelas várias cidades do país dá mais oportunidades às pessoas de verem de perto e ao vivo os jogadores portugueses. O Estádio do Jamor é poucas vezes usado, dado encontrar-se obsoleto para os requisitos da FIFA no que diz respeito a jogos oficiais. No entanto, a final da Taça de Portugal é ainda aí realizada todos os anos. O último jogo da Seleção no Jamor ocorreu 10 anos depois de um amigável contra a Grécia, na preparação para o Mundial 2014, onde defrontou a Croácia também num jogo particular.

### Taça dos Campeões Europeus
Em 1967, o Estádio Nacional foi escolhido como anfitrião para a prestigiada final da Taça dos Campeões Europeus. O jogo foi disputado entre o Celtic Football Club e Inter Milão. Os escoceses venceram por 2-1 e levaram para casa a primeira Taça conquistada por um clube não latino.

### Final da Taça de Portugal
O Estádio Nacional recebe, todos os anos, as finais da Taça de Portugal e da Taça de Portugal de Futebol Feminino.

## Finais da Taça de Portugal organizadas no Estádio Nacional

### Finais da Taça de Portugal
| Finais da Taça de Portugal |                                                                       |                                                                       |                                                                       |                                                                       |
| Época                      | Vencedor                                                              | Res.                                                                  | Finalista                                                             | Local                                                                 |
| 1945–46                    | Sporting                                                              | 4 – 2                                                                 | Atlético                                                              | Estádio Nacional, Jamor                                               |
| 1946–47                    | Não disputada devido a constrangimentos de calendário                 | Não disputada devido a constrangimentos de calendário                 | Não disputada devido a constrangimentos de calendário                 | Não disputada devido a constrangimentos de calendário                 |
| 1947–48                    | Sporting                                                              | 3 – 1                                                                 | Belenenses                                                            | Estádio Nacional, Jamor                                               |
| 1948–49                    | Benfica                                                               | 2 – 1                                                                 | Atlético                                                              | Estádio Nacional, Jamor                                               |
| 1949–50                    | Não disputada devido à organização da Taça Latina no Estádio Nacional | Não disputada devido à organização da Taça Latina no Estádio Nacional | Não disputada devido à organização da Taça Latina no Estádio Nacional | Não disputada devido à organização da Taça Latina no Estádio Nacional |
| 1950–51                    | Benfica                                                               | 5 – 1                                                                 | Académica                                                             | Estádio Nacional, Jamor                                               |
| 1951–52                    | Benfica                                                               | 5 – 4                                                                 | Sporting                                                              | Estádio Nacional, Jamor                                               |
| 1952–53                    | Benfica                                                               | 5 – 0                                                                 | FC Porto                                                              | Estádio Nacional, Jamor                                               |
| 1953–54                    | Sporting                                                              | 3 – 2                                                                 | Vitória FC                                                            | Estádio Nacional, Jamor                                               |
| 1954–55                    | Benfica                                                               | 2 – 1                                                                 | Sporting                                                              | Estádio Nacional, Jamor                                               |
| 1955–56                    | FC Porto                                                              | 2 – 0                                                                 | Torreense                                                             | Estádio Nacional, Jamor                                               |
| 1956–57                    | Benfica                                                               | 3 – 1                                                                 | Sporting da Covilhã                                                   | Estádio Nacional, Jamor                                               |
| 1957–58                    | FC Porto                                                              | 1 – 0                                                                 | Benfica                                                               | Estádio Nacional, Jamor                                               |
| 1958–59                    | Benfica                                                               | 1 – 0                                                                 | FC Porto                                                              | Estádio Nacional, Jamor                                               |
| 1959–60                    | Belenenses                                                            | 2 – 1                                                                 | Sporting                                                              | Estádio Nacional, Jamor                                               |
| 1961–62                    | Benfica                                                               | 3 – 0                                                                 | Vitória FC                                                            | Estádio Nacional, Jamor                                               |
| 1962–63                    | Sporting                                                              | 4 – 0                                                                 | Vitória SC                                                            | Estádio Nacional, Jamor                                               |
| 1963–64                    | Benfica                                                               | 6 – 2                                                                 | FC Porto                                                              | Estádio Nacional, Jamor                                               |
| 1964–65                    | Vitória FC                                                            | 3 – 1                                                                 | Benfica                                                               | Estádio Nacional, Jamor                                               |
| 1965–66                    | SC Braga                                                              | 1 – 0                                                                 | Vitória FC                                                            | Estádio Nacional, Jamor                                               |
| 1966–67                    | Vitória FC                                                            | 3 – 2 ap                                                              | Académica                                                             | Estádio Nacional, Jamor                                               |
| 1967–68                    | FC Porto                                                              | 2 – 1                                                                 | Vitória FC                                                            | Estádio Nacional, Jamor                                               |
| 1968–69                    | Benfica                                                               | 2 – 1                                                                 | Académica                                                             | Estádio Nacional, Jamor                                               |
| 1969–70                    | Benfica                                                               | 3 – 1                                                                 | Sporting                                                              | Estádio Nacional, Jamor                                               |
| 1970–71                    | Sporting                                                              | 4 – 1                                                                 | Benfica                                                               | Estádio Nacional, Jamor                                               |
| 1971–72                    | Benfica                                                               | 3 – 2 ap                                                              | Sporting                                                              | Estádio Nacional, Jamor                                               |
| 1972–73                    | Sporting                                                              | 3 – 2                                                                 | Vitória FC                                                            | Estádio Nacional, Jamor                                               |
| 1973–74                    | Sporting                                                              | 2 – 1                                                                 | Benfica                                                               | Estádio Nacional, Jamor                                               |
| 1977–78                    | Sporting                                                              | 1 – 1 ap 2 – 1                                                        | FC Porto                                                              | Estádio Nacional, Jamor                                               |
| 1978–79                    | Boavista                                                              | 1 – 1 ap 1 – 0                                                        | Sporting                                                              | Estádio Nacional, Jamor                                               |
| 1979–80                    | Benfica                                                               | 1 – 0                                                                 | FC Porto                                                              | Estádio Nacional, Jamor                                               |
| 1980–81                    | Benfica                                                               | 3 – 1                                                                 | FC Porto                                                              | Estádio Nacional, Jamor                                               |
| 1981–82                    | Sporting                                                              | 4 – 0                                                                 | SC Braga                                                              | Estádio Nacional, Jamor                                               |
| 1983–84                    | FC Porto                                                              | 4 – 1                                                                 | Rio Ave                                                               | Estádio Nacional, Jamor                                               |
| 1984–85                    | Benfica                                                               | 3 – 1                                                                 | FC Porto                                                              | Estádio Nacional, Jamor                                               |
| 1985–86                    | Benfica                                                               | 2 – 0                                                                 | Belenenses                                                            | Estádio Nacional, Jamor                                               |
| 1986–87                    | Benfica                                                               | 2 – 1                                                                 | Sporting                                                              | Estádio Nacional, Jamor                                               |
| 1987–88                    | FC Porto                                                              | 1 – 0                                                                 | Vitória SC                                                            | Estádio Nacional, Jamor                                               |
| 1988–89                    | Belenenses                                                            | 2 – 1                                                                 | Benfica                                                               | Estádio Nacional, Jamor                                               |
| 1989–90                    | Estrela da Amadora                                                    | 1 – 1 ap 2 – 0                                                        | Farense                                                               | Estádio Nacional, Jamor                                               |
| 1990–91                    | FC Porto                                                              | 3–1 ap                                                                | Beira-Mar                                                             | Estádio Nacional, Jamor                                               |
| 1991–92                    | Boavista                                                              | 2 – 1                                                                 | FC Porto                                                              | Estádio Nacional, Jamor                                               |
| 1992–93                    | Benfica                                                               | 5 – 2                                                                 | Boavista                                                              | Estádio Nacional, Jamor                                               |
| 1993–94                    | FC Porto                                                              | 0 – 0 ap 2 – 1 ap                                                     | Sporting                                                              | Estádio Nacional, Jamor                                               |
| 1994–95                    | Sporting                                                              | 2 – 0                                                                 | Marítimo                                                              | Estádio Nacional, Jamor                                               |
| 1995–96                    | Benfica                                                               | 3 – 1                                                                 | Sporting                                                              | Estádio Nacional, Jamor                                               |
| 1996–97                    | Boavista                                                              | 3 – 2                                                                 | Benfica                                                               | Estádio Nacional, Jamor                                               |
| 1997–98                    | FC Porto                                                              | 3 – 1                                                                 | Braga                                                                 | Estádio Nacional, Jamor                                               |
| 1998–99                    | Beira-Mar                                                             | 1 – 0                                                                 | Campomaiorense                                                        | Estádio Nacional, Jamor                                               |
| 1999–00                    | FC Porto                                                              | 1 – 1 ap 2 – 0                                                        | Sporting                                                              | Estádio Nacional, Jamor                                               |
| 2000–01                    | FC Porto                                                              | 2 – 0                                                                 | Marítimo                                                              | Estádio Nacional, Jamor                                               |
| 2001–02                    | Sporting                                                              | 1 – 0                                                                 | Leixões                                                               | Estádio Nacional, Jamor                                               |
| 2002–03                    | FC Porto                                                              | 1 – 0                                                                 | União de Leiria                                                       | Estádio Nacional, Jamor                                               |
| 2003–04                    | Benfica                                                               | 2 – 1 ap                                                              | FC Porto                                                              | Estádio Nacional, Jamor                                               |
| 2004–05                    | Vitória FC                                                            | 2 – 1                                                                 | Benfica                                                               | Estádio Nacional, Jamor                                               |
| 2005–06                    | FC Porto                                                              | 1 – 0                                                                 | Vitória FC                                                            | Estádio Nacional, Jamor                                               |
| 2006–07                    | Sporting                                                              | 1 – 0                                                                 | Belenenses                                                            | Estádio Nacional, Jamor                                               |
| 2007–08                    | Sporting                                                              | 2 – 0 ap                                                              | FC Porto                                                              | Estádio Nacional, Jamor                                               |
| 2008–09                    | FC Porto                                                              | 1 – 0                                                                 | Paços de Ferreira                                                     | Estádio Nacional, Jamor                                               |
| 2009–10                    | FC Porto                                                              | 2 – 1                                                                 | Chaves                                                                | Estádio Nacional, Jamor                                               |
| 2010–11                    | FC Porto                                                              | 6 – 2                                                                 | Vitória SC                                                            | Estádio Nacional, Jamor                                               |
| 2011–12                    | Académica                                                             | 1 – 0                                                                 | Sporting                                                              | Estádio Nacional, Jamor                                               |
| 2012–13                    | Vitória SC                                                            | 2 – 1                                                                 | Benfica                                                               | Estádio Nacional, Jamor                                               |
| 2013–14                    | Benfica                                                               | 1 – 0                                                                 | Rio Ave                                                               | Estádio Nacional, Jamor                                               |
| 2014-15                    | Sporting                                                              | 2 – 2 3–1 pen                                                         | SC Braga                                                              | Estádio Nacional, Jamor                                               |
| 2015-16                    | SC Braga                                                              | 2 – 2 4–2 pen                                                         | FC Porto                                                              | Estádio Nacional, Jamor                                               |
| 2016–17                    | Benfica                                                               | 2 – 1                                                                 | Vitória SC                                                            | Estádio Nacional, Jamor                                               |
| 2017–18                    | Aves                                                                  | 2 – 1                                                                 | Sporting                                                              | Estádio Nacional, Jamor                                               |
| 2018-2019                  | Sporting                                                              | 2 - 2 5-4 pen                                                         | FC Porto                                                              | Estádio Nacional, Jamor                                               |

### Finais da Taça de Portugal de Futebol Feminino
| Finais da Taça de Portugal de Futebol Feminino |                          |                   |                           |
| Época                                          | Vencedor                 | Resultado         | Finalista                 |
| 2003–04                                        | 1º Dezembro              | 6 – 0             | Sport Marítimo Murtoense  |
| 2004–05                                        | Sport Marítimo Murtoense | 3 – 2             | ARC Várzea                |
| 2005–06                                        | 1º Dezembro              | 3 – 1             | Sport Marítimo Murtoense  |
| 2006–07                                        | 1º Dezembro              | 5 – 0             | Boavista FC               |
| 2007–08                                        | 1º Dezembro              | 6 – 0             | Clube de Albergaria Mazel |
| 2008–09                                        | Escola FC                | 1 – 1 (6-5 g.p)   | Boavista FC               |
| 2009–10                                        | 1º Dezembro              | 6 – 0             | Boavista FC               |
| 2010–11                                        | 1º Dezembro              | 3 – 0             | CF Benfica                |
| 2011–12                                        | 1º Dezembro              | 4 – 0             | Clube de Albergaria Mazel |
| 2012–13                                        | Boavista FC              | 3 – 1             | Valadares Gaia FC         |
| 2013–14                                        | Atlético Ouriense        | 1 – 0             | CF Benfica                |
| 2014–15                                        | CF Benfica               | 1 – 0             | Clube de Albergaria Mazel |
| 2015–16                                        | CF Benfica               | 2 – 1             | Valadares Gaia FC         |
| 2016–17                                        | Sporting CP              | 1 – 1 (2 – 1 a.p) | SC Braga                  |
| 2017–18                                        | Sporting CP              | 0 – 0 (1 – 0 a.p) | SC Braga                  |

## Galeria

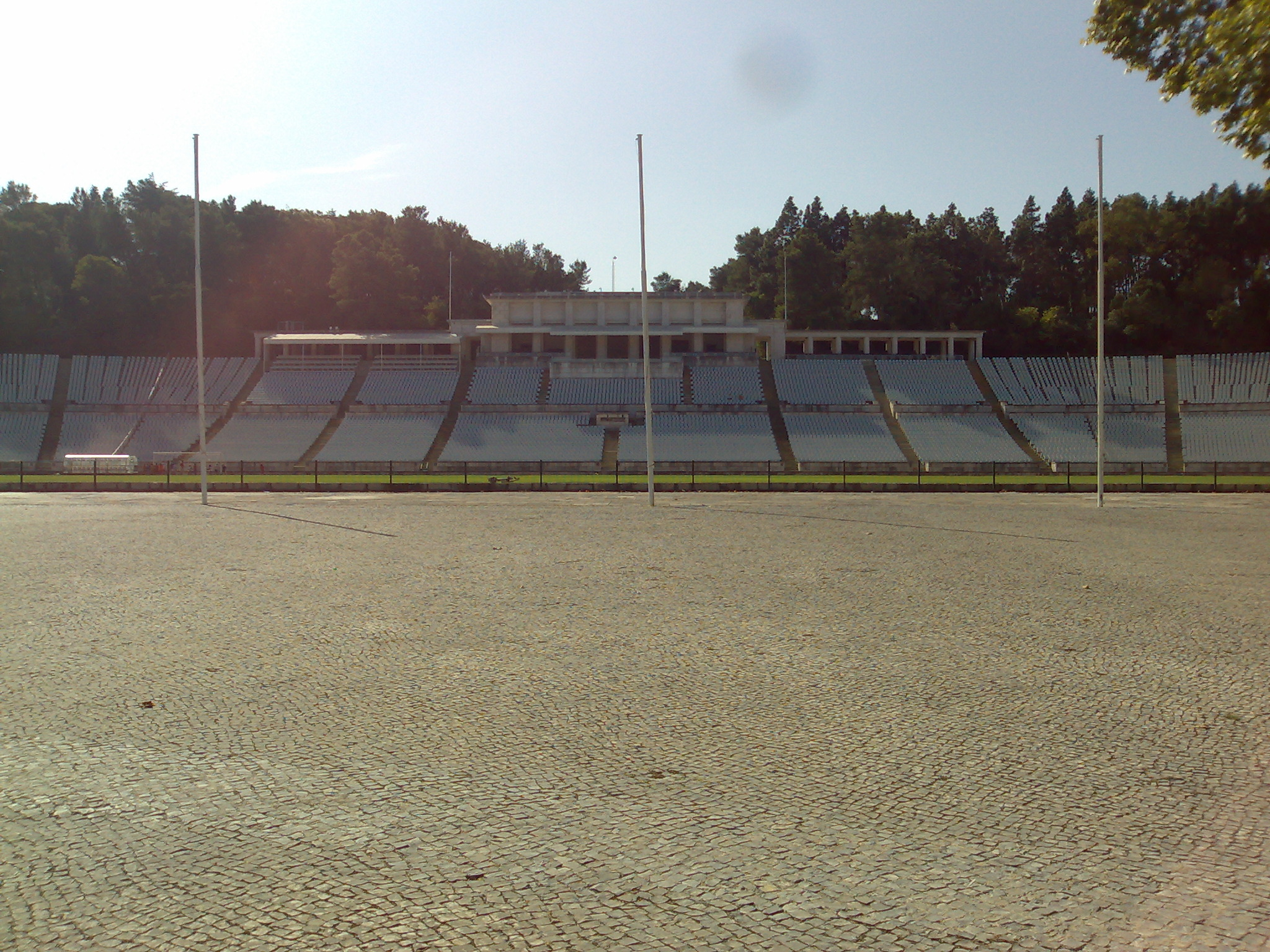
Estádio do Jamor
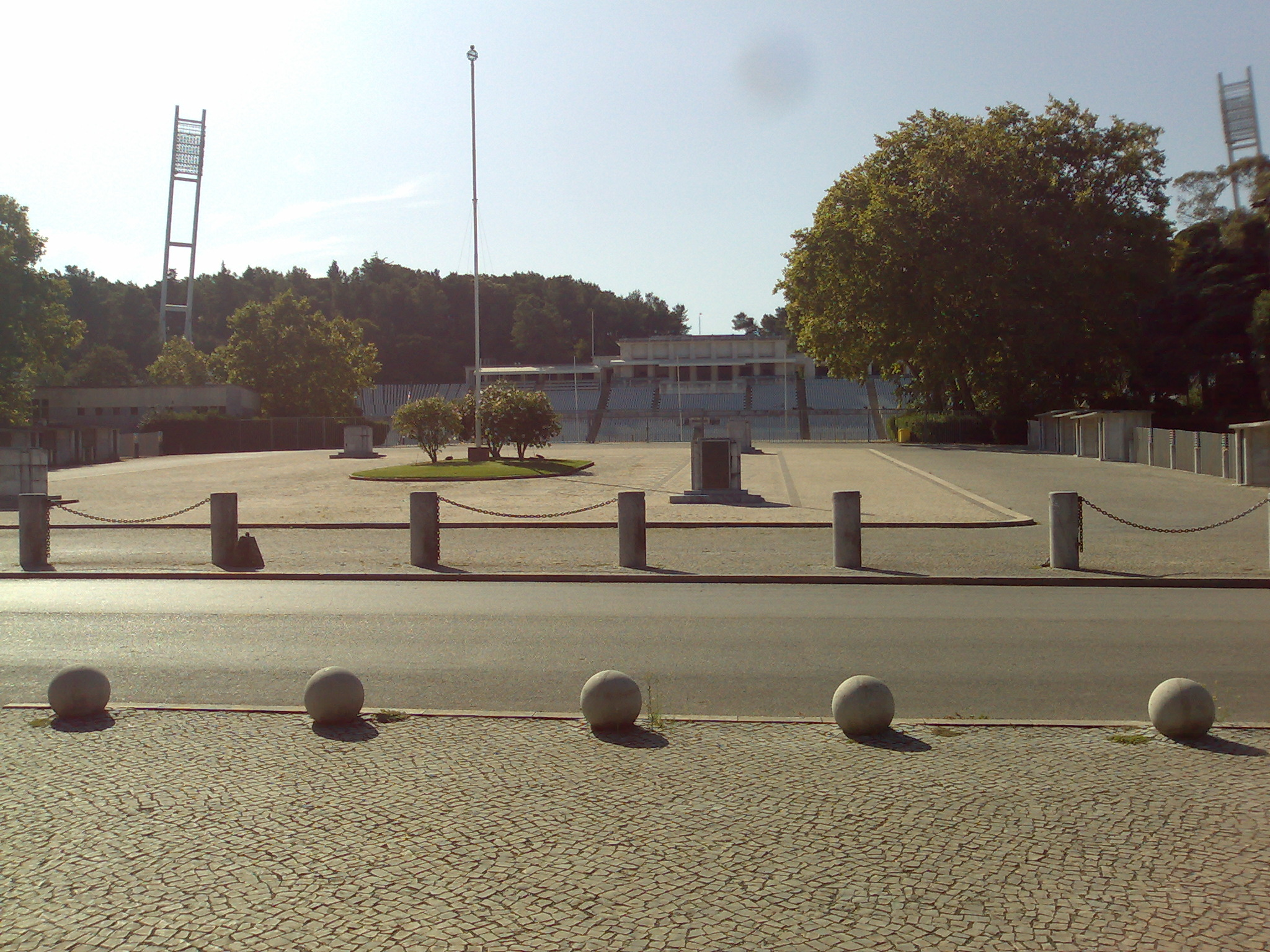
Vista geral
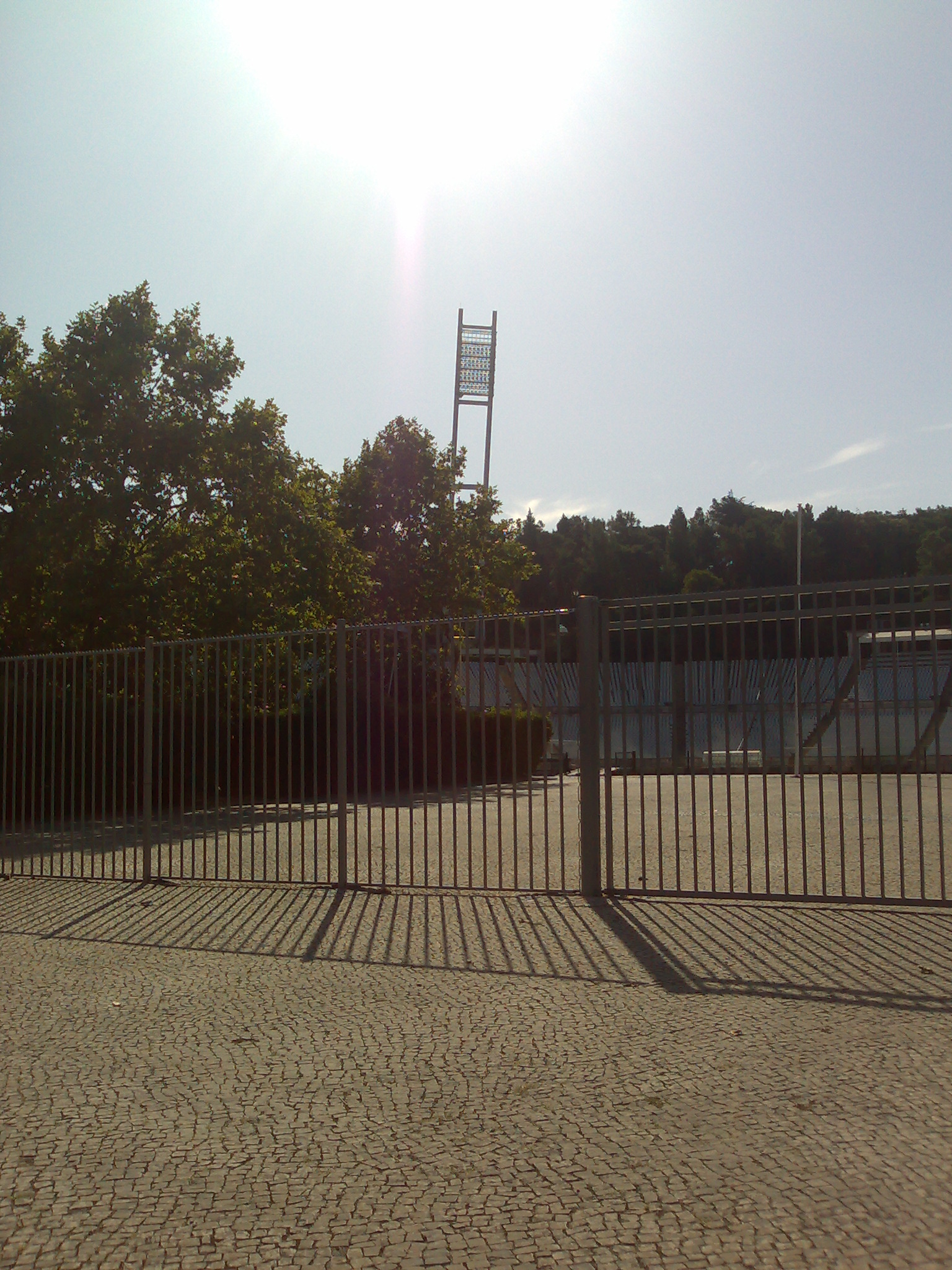
Torre de iluminação
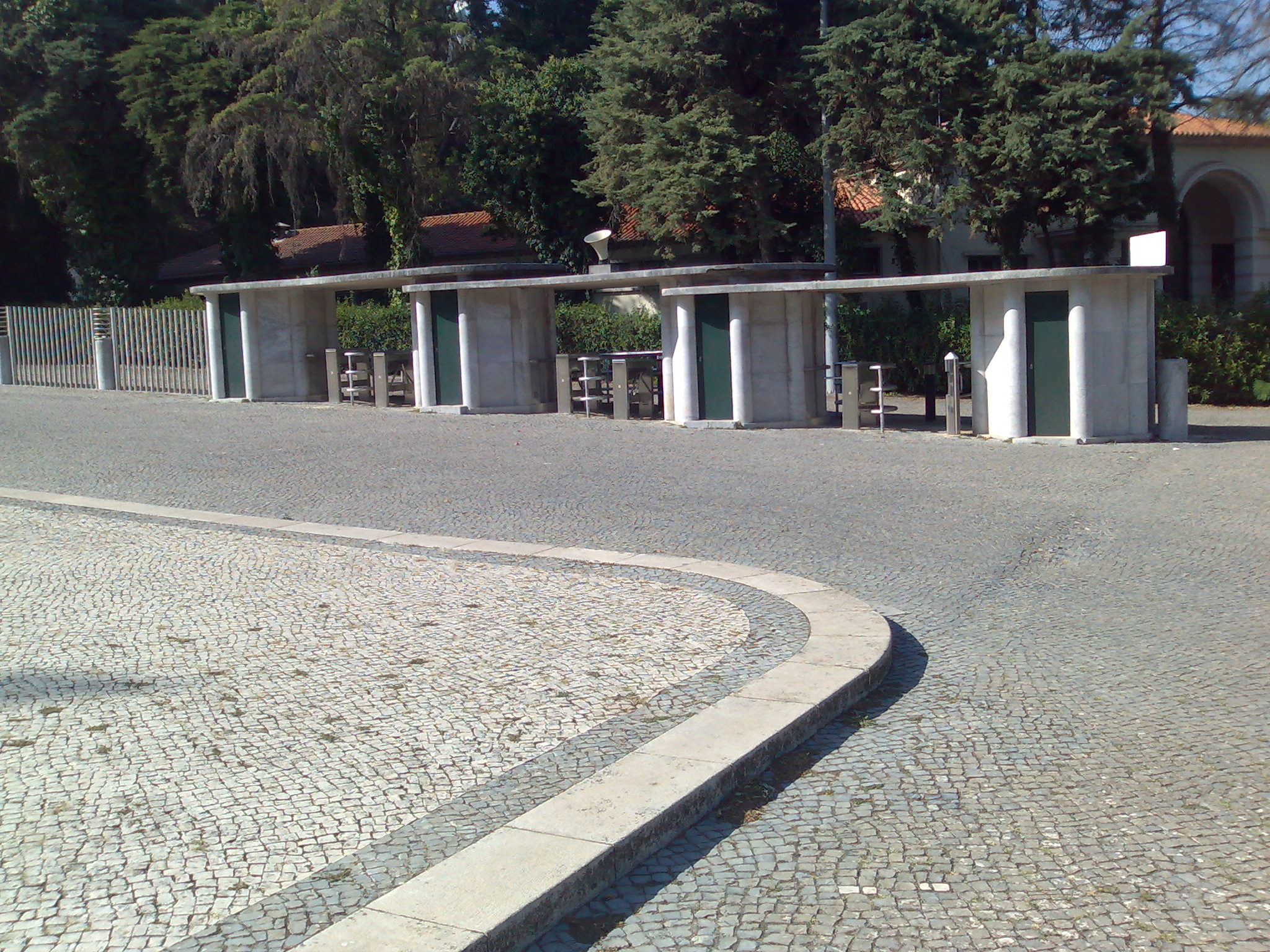
Entradas